# Браво-Ольис, Элия
Элия Браво Ольис (исп. Helia Bravo-Hollis или исп. Helia Bravo Hollis, или исп. Helia Bravo; 30 сентября 1901 — 26 сентября 2001) — мексиканский ботаник, выдающаяся исследовательница кактусов, доктор биологических наук. Лауреат премии «Золотой кактус».

## Биография
Элия Браво-Ольис родилась 30 сентября 1901 года.
Она была доктором биологических наук в Национальном автономном университете Мексики.
В 1927 году Элия Браво-Ольис изучала биологию океана в Калифорнии. В 1932 году Элия изучала протозоологию в Гамбурге.
Она была ассистенткой в United States National Herbarium, штат Вашингтон. Её выдающееся произведение Las Cactáceas de México принесло ей международное признание.
Элия Браво-Ольис умерла 26 сентября 2001 года.
30 сентября 2018 года Google выпустил дудл к 117-летию со дня рождения Браво-Ольис.

## Личная жизнь
Вышла замуж за своего одноклассника, Хосе Клементе Роблеса, который стал одним из первых нейрохирургов в Мексике. Они развелись спустя десять лет супружеской жизни, у них не было детей.

## Научная деятельность
Элия Браво-Ольис специализировалась на семенных растениях.
В её честь был назван вид растений рода Ariocarpus — Ariocarpus bravoanus.

### Публикации
- El interesante mundo de las cactaceas. Helia Bravo Hollis. — 2. ed. — Mexico, D.F.: Fondo de Cultura Economica, 1999[6].
- Las cactaceas de Mexico; Vol. 3. Helia Bravo-Hollis. — 1. ed. — 1991[6].
- Las cactaceas de Mexico; Vol. 2. Helia Bravo-Hollis. — 1. ed. — 1991[6].
- Las cactaceas de Mexico; Vol. 1. Helia Bravo Hollis. — 2. ed. — 1978[6].
- Las cactaceas de Mexico. Helia Bravo-Hollis. — Mexico: Universidad Nacional Autonoma de Mexico, (1978)[6].
- Algunos datos acerca de la vegetacion del estado de Oaxaca. Helia Bravo Hollis[6].
- Las cactaceas de Mexico. Helia Bravo Hollis. — Mexico: Impr. Univ., 1937[6].
- Las cactaceas entre los antiguos mexicanos. Helia Bravo Hollis. — Mexico, 1934[6].
- Observaciones floristicas y geobotanicas en el Valle de Actopan. Helia Bravo Hollis[6].
- Las lemnaceas del Valle de Mexico. Helia Bravo Hollis[6].
- Estudio botanico acerca de las Solanaceas mexicanas del genero Capsicum. Helia Bravo Hollis[12].
- Cactaceas del Canon del Zopilote: contribucion al conocimiento de las cactaceas del Estado de Guerrero. Helia Bravo Hollis[12].
- Las cactaceas de Mexico. Helia Bravo Hollis. — Mexico: Univ. Nacional Autonoma de Mexico[12].